# 切爾文 (白俄羅斯)

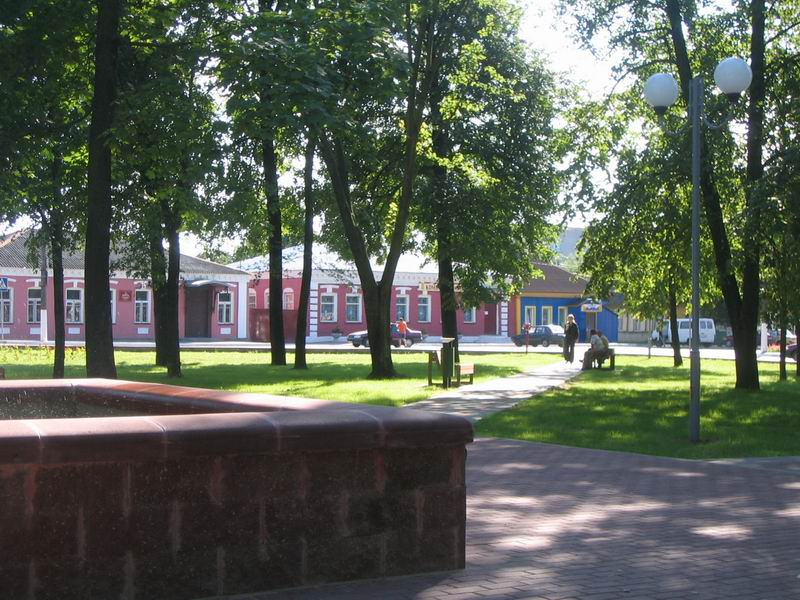
切爾文的中央公園

切爾文是白俄羅斯的城市，由明斯克州負責管轄，位於首都明斯克東南62公里，海拔高度160至195米，2006年人口10,100，市內有文化中心和圖書館。